# ماريون لاي
ماريون لاي (بالإنجليزية: Marion Lay) (و. 1948  م) هي سبّاحة  كندية، ولدت في فانكوفر، شاركت في الألعاب الأولمبية الصيفية 1964، وسباحة في الألعاب الأولمبية الصيفية 1968 – سيدات 4 × 100 متر سباحة حرة تناوب ‏.

## جوائز
حصلت على جوائز منها:
- قاعة كندا للمشاهير الرياضية  [لغات أخرى]‏
- قاعة كولومبيا البريطانية للمشاهير الرياضية  [لغات أخرى]‏
- ميدالية برونزية أولمبية ‏، عن عمل: سباحة في الألعاب الأولمبية الصيفية 1968 – سيدات 4 × 100 متر سباحة حرة تناوب  [لغات أخرى]‏